# Pedro Navaja
«Pedro Navaja» es una canción de salsa compuesta por el músico panameño Rubén Blades e interpretada por él mismo junto con Willie Colón en 1978 y forma parte del álbum Siembra, el disco más vendido de la historia de la salsa. La canción trata sobre un hampón con ese apodo y fue inspirada en la canción de jazz popularizada en inglés en 1956 como Mack the Knife por Louis Armstrong, que a su vez es una adaptación de la canción alemana de 1928 Mackie Messer, de Bertolt Brecht y Kurt Weill.
Pedro Navaja narra los últimos momentos de este personaje y una prostituta en una calle del "viejo barrio". El tema fue grabado por el autor tras su insistencia ante los directivos del sello Fania Records que se negaban a grabarla por considerarla muy larga. El arreglo musical estuvo a cargo del trompetista puertorriqueño Luis "Perico" Ortiz, producida por Willie Colón y grabada en La Tierra Sound Studios en la ciudad de Nueva York.

## Narración
La letra de la canción esboza una descripción del hampón Pedro Barrios que deambula en las calles del Lower East Side de Nueva York que un día se encuentra con Josefina Wilson, trabajadora sexual que se independizó de Pedro, quien intenta darle muerte para vengarse por su alejamiento. En la narración se detalla la vestimenta y el andar de Pedro y la suerte de Josefina de no encontrar clientes; también se hace mención al vehículo policial que circula discretamente por la calle.
Al consumar el asesinato, Pedro recibe un disparo del revólver que tenía Josefina y ambos caen tendidos en la acera en el cruce de las calles A y B (en vivo Blades señala que los cuerpos están en las inmediaciones de un barrio del Bajo Manhattan). Un borracho recoge los objetos de valor de ambos occisos y se retira cantando el coro de la canción.

## Estructura musical
Una característica de esta versión es que cambia de tonalidad de forma progresiva, aumentando por semitonos (o segundas menores) según avanza la narración. Así, en las tres primeras estrofas (presentación de los personajes) la tonalidad es de Do mayor; las dos siguientes aumenta a Do# mayor; luego vienen otras dos en Re mayor (estrofas previas al encuentro); una estrofa en Re# mayor (cuando Pedro Navaja le clava el puñal a Josefina y ésta consigue disparar); y el final de la canción (desenlace y mensaje) es interpretado en Mi mayor. Esta estructura contribuye a aumentar la tensión de forma progresiva hasta el desenlace final.

## La película
En 1984, la canción sirvió como base para la película del mismo nombre y tuvo una secuela El Hijo de Pedro Navaja en 1986. Sin embargo, Blades, inconforme con la realización de la película sin ningún consentimiento previo de parte suya, graba en 1985 la continuación de "Pedro Navaja", titulada "Sorpresas" (incluida en el álbum Escenas). En ella le da un giro completo a la historia, sugiriendo que casi diez años después Pedro Navaja sigue vivo y haciendo de las suyas.

## "Sorpresas", la segunda parte de Pedro Navaja
Un año después de la película, Blades compuso "Sorpresas", que es la segunda parte de la canción. En esta versión se menciona que Pedro no murió y que Josefina era un travesti que se hacía pasar por mujer para "tumbarse" a alguien. Esta segunda parte le da un giro completo a la historia y nuevamente se llega a la conclusión que "la vida te da sorpresas, sorpresas te da la vida".
Si bien Héctor Lavoe señala que Juanito Alimaña estuvo en el funeral de Navaja, Blades indica claramente en "Sorpresas" que Navaja no murió y que mató de una puñalada a un ladrón de nombre Alberto Aguacate, alias "el Salao". Este ladrón aparece en escena porque le exige al borracho (quien también tiene una canción titulada "What Happened" del álbum The Last Fight de 1980, donde se revela que su nombre era José) que le explicara la procedencia de la pistola, el puñal y el dinero que tenía entre sus pertenencias, objetos que se mencionan en la primera canción. Al escuchar la historia, "el Salao" supo también el lugar donde estaban los cuerpos y se dirigió hasta allí para ver de quién se trataba. Mientras el Salao veía y registraba a los muertos, Navaja reaccionó y le propinó una herida que acabó con su vida. Mientras el Salao yacía en el suelo, herido de muerte, Pedro decidió esconder su identificación en el bolsillo del ladrón muerto para que lo confundan y lo dieran por fallecido. Sin embargo, al final de Sorpresas, Blades confirma que una identificación dactilográfica prueba que el cuerpo encontrado no es el de Pedro Navaja, sino el de Alberto Aguacate alias "El Salao".

## Versiones y adaptaciones de la canción
- La Orquesta Platería contribuyó a popularizar la canción en España.
- El proyecto progresivo mexicano Flamingo Rock hizo dos versiones registradas en su álbum de 1983 "Atlantes de Tula", una de ellas en inglés.
- La banda mexicana de rock fusión La Dosis incluyó una versión de la canción en su disco de covers "Radio Acapulco" (1997).
- La banda de rock venezolana Malanga hace referencia al personaje en su canción "Latin Lover", donde el mismo Rubén Blades tiene una participación especial.
- El grupo A Palo Seko tiene también una versión punk de esta canción con el nombre de "Pedro Navaja - Rubén Blades" en su disco Live After Dis... co Homenje del año 2007.
- El grupo mexicano de brutal death metal, Mutilator, grabó una versión de la canción, denominada "Peter Blades".
- Los Joao, otro grupo musical mexicano grabó una versión llamado "Pedro Navaja". También para esa época se hizo una película homónima protagonizada por Andrés García. Posteriormente hubo una secuela llamada "El hijo de Pedro Navaja" protagonizada por Guillermo Capetillo.
- El cantante cómico John Jairo Pérez, rey de reyes de la trova, hace una parodia de la canción en el año 2004, titulada "Pedro Machete".
- Héctor Lavoe también menciona a Pedro Navaja en su canción "Juanito Alimaña"; lo llama "Pedrito Navaja".
- El grupo La Pozze Latina también creó una adaptación de la canción Pedro Navaja
- El grupo de rock argentino Los Piojos hizo la interpretación de esta canción en un concierto en el Parque Sarmiento el 15 de noviembre de 1997 en el final del Tour 3er Arco.
- El cantante español Joaquín Sabina menciona a "Pedro Navaja" como uno de los temas de los cuales habría querido ser autor, dentro de la canción "El rap del optimista".
- En los últimos versos de la canción "Bonito es" de Los Sencillos se cantan los primeros versos de "Pedro Navaja".
- El rapero venezolano Canserbero menciona a "Pedro Navaja" junto a "Juanito Alimaña" en su canción "Llovía" del álbum "Muerte".
- Malajunta, rapero argentino hace mención de Pedro Navaja en la canción "George Gang"
- El reggaetonero Kendo Kaponi menciona a "Pedro Navaja" en la canción "Abracadabra" en el álbum Orión de "Los De La Nazza"
- El cantante puertorriqueño Bad Bunny menciona a "Pedro Navaja" en su tema "HOY COBRÉ", del álbum El último tour del mundo lanzado a fines de 2020. En ella, el reggaetonero menciona "Díganle a Pedro Navaja que tenga cuida'o conmigo y no se corte".